# Veronika Erjavecová
Veronika Erjavecová (* 30. prosince 1999 Postojna) je slovinská profesionální tenistka. Ve své dosavadní kariéře na okruhu WTA Tour nevyhrála žádný turnaj. V sérii WTA 125 vybojovala jednu deblovou trofej. V rámci okruhu ITF získala šest titulů ve dvouhře a dvacet dva ve čtyřhře.
Na žebříčku WTA byla ve dvouhře nejvýše klasifikována v červenci 2025 na 137. místě a ve čtyřhře v květnu 2024 na 120. místě.
Ve slovinském týmu Billie Jean King Cupu debutuje v roce 2023 finálovým turnajem v Seville. V základní skupině proti Austrálii prohrála po boku Milićové čtyřhru s párem Kimberly Birrellová a Storm Hunterová. Slovinky přesto zvítězily 2:1 na zápasy. Do roku 2025 v soutěži nastoupila ke čtyřem mezistátním utkáním s bilancí 1–3 ve dvouhře a 0–2 ve čtyřhře.
Ze Středomořských her 2018 v Tarragoně si odvezla bronzovou medaili po výhře nad Italkou Luciou Bronzettiovou.

## Tenisová kariéra
Na okruhu ITF debutovala v srpnu 2017, když na turnaji v srbské Vrnjačce Banje dotovaném 25 tisíci dolary postoupila z kvalifikace. Ve druhém kole dvouhry podlehla Japonce Sacuki Takamurové. Premiérový titul v této úrovni tenisu vybojovala během dubna 2018, když ovládla s Bosňankou Nefisou Berberovićovou čtyřhru na turnaji v Tučepi s rozpočtem 15 tisíc dolarů. Na stejné chorvatské události se v roce 2019 poprvé probojovala do singlového finále túry ITF, v němž podlehla nejvýše nasazené Češce Johaně Markové. S Berberovićovou opět triumfovaly ve čtyřhře.
Do hlavní soutěže okruhu WTA 125 poprvé zasáhla na červencovém Jasy Open 2023 v rumunském Jasy. Ve dvouhře prošla kvalifikačním sítem. Na úvod dvouhry porazila osmdesátou sedmou hráčku žebříčku Pannu Udvardyovou z Maďarska, než ji zastavila Darja Astachovová ze třetí světové stovky. V deblové soutěží získala titul s krajankou Dalilou Jakupovićovou po finálové výhře nad nejvýše nasazenými Rumunkami Irinou Baraovou a Monicou Niculescuovou. V utkání využily šest ze sedmi brejkbolových příležitostí.
V hlavní soutěži grandslamu debutovala v ženském singlu Australian Open 2025 po zvládnuté tříkolové kvalifikaci, v jejímž závěru zdolala Chorvatku Petru Martićovou. V úvodu melbournské dvouhry ji po vyrovnaném průběhu vyřadila Nizozemka Suzan Lamensová z osmé světové desítky.

## Finále série WTA 125
| Legenda                  |
| ------------------------ |
| D – dvouhra; Č – čtyřhra |
| WTA 125 (0–1 D; 3–1 Č)   |

### Dvouhra: 1 (0–1)
| Stav       | č. | datum         | turnaj         | povrch | soupeřka ve finále    | výsledek |
| ---------- | -- | ------------- | -------------- | ------ | --------------------- | -------- |
| Finalistka | 1. | listopad 2024 | Cali, Kolumbie | antuka | Irina-Camelia Beguová | 3–6, 3–6 |

### Čtyřhra: 4 (3–1)
| Stav       | č. | datum         | turnaj              | povrch | spoluhráčka            | soupeřky ve finále                 | výsledek         |
| ---------- | -- | ------------- | ------------------- | ------ | ---------------------- | ---------------------------------- | ---------------- |
| Vítězka    | 1. | červenec 2023 | Jasy, Rumunsko      | antuka | Dalila Jakupovićová    | Irina Baraová Monica Niculescuová  | 6–4, 6–4         |
| Vítězka    | 2. | leden 2024    | Canberra, Austrálie | tvrdý  | Darja Semeņistajová    | Kaylah McPheeová Astra Sharmaová   | 6–2, 6–4         |
| Vítězka    | 3. | listopad 2024 | Cali, Kolumbie      | antuka | Kristina Mladenovicová | Katarina Zavacká Tara Würthová     | 6–2, 7–6(4)      |
| Finalistka | 1. | červen 2025   | Grado, Itálie       | antuka | Dominika Šalková       | Quinn Gleasonová Ingrid Martinsová | 2–6, 7–5, [5–10] |

## Tituly na okruhu ITF
| Kategorie okruhu ITF | Kategorie okruhu ITF |
| -------------------- | -------------------- |
| Turnaje W100         | Turnaje W80          |
| Turnaje W75/W60      | Turnaje W50/W40      |
| Turnaje W35/W25      | Turnaje W15/W10      |

### Dvouhra (6 titulů)
| Č. | datum         | turnaj                           | kategorie | povrch | poražená finalistka  | výsledek      |
| -- | ------------- | -------------------------------- | --------- | ------ | -------------------- | ------------- |
| 1. | duben 2023    | Osijek, Chorvatsko               | W25       | antuka | Tena Lukasová        | 7–5, 6–2      |
| 2. | červenec 2023 | Horb am Neckar, Německo          | W25       | antuka | Anna Gabricová       | 5–7, 6–2, 6–3 |
| 3. | srpen 2023    | Cordenons, Itálie                | W60       | antuka | Alexandra Ignatiková | 6–3, 6–4      |
| 4. | říjen 2023    | Santa Margherita di Pula, Itálie | W25       | antuka | Romero Gormazová     | 2–6, 6–4, 7–5 |
| 5. | duben 2024    | Koper, Slovinsko                 | W75       | antuka | Polona Hercogová     | 6–4, 6–3      |
| 6. | červen 2024   | Horb am Neckar, Německo          | W35       | antuka | Julie Štruplová      | 7–5, 6–0      |

### Čtyřhra (22 titulů)
| Č.  | datum         | turnaj                           | kategorie | povrch    | spoluhráčka          | poražené finalistky                                  | výsledek            |
| --- | ------------- | -------------------------------- | --------- | --------- | -------------------- | ---------------------------------------------------- | ------------------- |
| 1.  | duben 2018    | Tučepi, Chorvatsko               | W15       | antuka    | Nefisa Berberovićová | Tena Lukasová Saara Oravová                          | 6–3, 6–3            |
| 2.  | červenec 2018 | Prokuplje, Srbsko                | W15       | antuka    | Lea Boškovićová      | Barbara Bonićová Jelena Stojanovicová                | 6–0, 3–6, [10–7]    |
| 3.  | prosinec 2018 | Solarino, Itálie                 | W15       | koberec   | Kristina Novaková    | Melissa Moralesová Kirsten-Andrea Weedonová          | 6–3, 7–6(4)         |
| 4.  | prosinec 2018 | Ortisei, Itálie                  | W15       | tvrdý     | Kristina Novaková    | Verena Hoferová Simona Waltertová                    | 6–4, 7–5            |
| 5.  | duben 2019    | Tabarka, Tunisko                 | W15       | antuka    | Nefisa Berberovićová | Émeline Dartronová Marie Téminová                    | 4–6, 6–3, [10–7]    |
| 6.  | květen 2019   | Tučepi, Chorvatsko               | W15       | antuka    | Nefisa Berberovićová | Tamara Maleševićová Antonia Ružićová                 | 6–2, 6–2            |
| 7.  | červen 2019   | Banja Luka, Bosna a Hercegovina  | W15       | antuka    | Nefisa Berberovićová | Barbora Miklová Elena Milovanovićová                 | 6–1, 6–3            |
| 8.  | srpen 2019    | Cordenons, Itálie                | W25       | antuka    | Nika Radišićová      | Martina Caregarová Lisa Sabinová                     | 6–3, 7–5            |
| 9.  | březen 2022   | Palmanova, Španělsko             | W25       | antuka    | Nina Potočniková     | Angelica Moratelliová Aurora Zantedeschiová          | 7–5, 6–3            |
| 10. | květen 2022   | Split, Chorvatsko                | W25       | antuka    | Lea Boškovićová      | Mana Kawamurová Funa Kozakiová                       | 4–6, 6–1, [10–2]    |
| 11. | květen 2022   | Warmbad-Villach, Rakousko        | W25       | antuka    | Lea Boškovićová      | Miharu Imanišiová Kanako Morisakiová                 | 3–6, 6–3, [11–9]    |
| 12. | červen 2022   | Tarvisio, Itálie                 | W25       | antuka    | Lea Boškovićová      | Ilona Georgiana Ghioroaieová Oana Georgeta Simionová | 6–1, 6–7(5), [10–7] |
| 13. | červenec 2022 | Perugia, Itálie                  | W25       | antuka    | Valerija Strachovová | Ángela Fita Boludová Angelica Moratelliová           | bez boje            |
| 14. | březen 2023   | Touraine, Francie                | W25       | tvrdý (h) | Justina Mikulskytė   | Chiara Schollová Anita Wagnerová                     | 6–4, 6–0            |
| 15. | duben 2023    | Split, Chorvatsko                | W40       | antuka    | Lina Gjorčeská       | Nika Radišićová Tara Würthová                        | 6–1, 6–4            |
| 16. | květen 2023   | Otočec, Slovinsko                | W40       | antuka    | Dominika Šalková     | Mariana Dražićová Emily Webleyová-Smithová           | 7–5, 6–3            |
| 17. | červen 2023   | Tarvisio, Itálie                 | W25       | antuka    | Dominika Šalková     | Nika Radišićová Anita Wagnerová                      | 6–2, 7–6(5)         |
| 18. | říjen 2023    | Santa Margherita di Pula, Itálie | W25       | antuka    | Justina Mikulskytė   | Nuria Brancacciová Angelica Moratelliová             | 7–6(6), 6–0         |
| 19. | leden 2024    | Porto, Portugalsko               | W50       | tvrdý (h) | Dominika Šalková     | Francisca Jorgeová Matilde Jorgeová                  | 4–6, 7–5, [10–8]    |
| 20. | duben 2024    | Koper, Slovinsko                 | W75       | antuka    | Dominika Šalková     | Sapfo Sakellaridiová Aurora Zantedeschiová           | 6–1, 6–3            |
| 21. | květen 2024   | Trnava, Slovensko                | W75       | antuka    | Tamara Zidanšeková   | Dalila Jakupovićová Sabrina Santamariová             | 6–4, 6–4            |
| 22. | září 2024     | Pazardžik, Bulharsko             | W75       | antuka    | Anita Wagnerová      | Lia Karatančevová Sapfo Sakellaridiová               | 7–5, 3–6, [10–5]    |